# Diagnosuttag

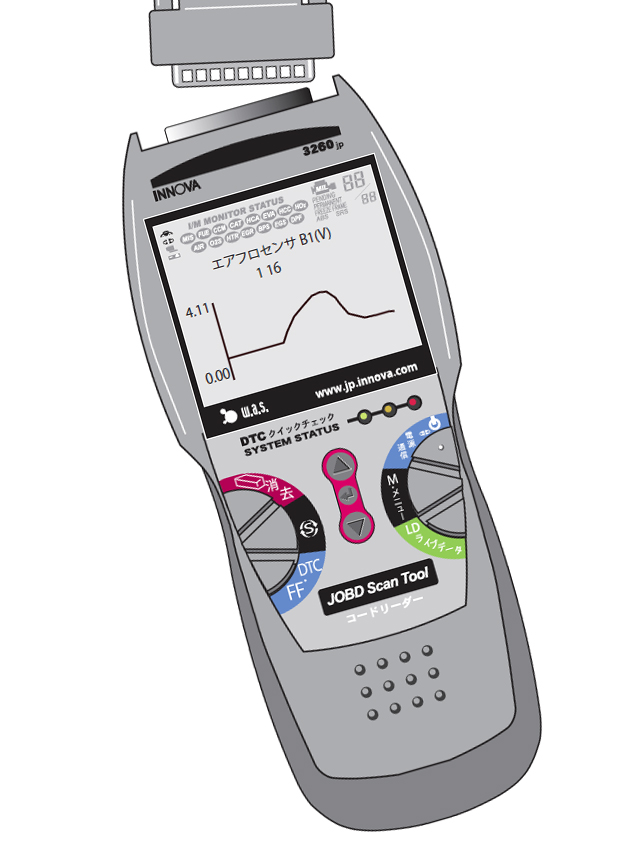
OBD-avläsare och diagnosuttag.

Diagnosuttag är i en bil är en anslutning för att kommunicera med dess styrenhet. Numera är en sådan anslutning standardiserad och används över hela världen för att läsa av felkoder och parametrar som finns i en bils styrenheter, att modifiera dessa parametrar och även att uppdatera styrenheternas programvaror. Standarden kallas även On-Board-Diagnostics, OBD eller OBD-II. Ordet diagnos kommer av grekiskans dia (genom) och gnosis (vetande och syfte).

## Historik
När programmerbara styrenheter började användas i bilar för bl.a. motorstyrning, så möjliggjordes att låta styrenheterna larma om fel uppstår i styrsystemen. Först ut var Volkswagen 1969. När myndigheterna i Kalifornien 1994 ställde krav på emissionerna från bensinmotorer, så föreskrev man att varje ny bil skulle förses med ett standardiserat uttag OBD-II, så att myndigheter och polis skulle kunna kontrollera avgasutsläppen. 1996 utvidgades standarden att gälla hela USA. 2001 anslöt sig även EU med EOBD (2004 även för diesel). 2008 föreskrevs att kommunikationsnätverket Controller Area Network - CAN skulle vara standard inom OBD. I Japan finns motsvarande JOBD. Numera förses alla bilar med förbränningsmotorer med OBD-II-uttag och även andra tyngre fordon. Myndighetskraven på OBD-uttag gäller ej elbilar då de saknar avgaser. Därför har tex. Tesla och andra rena elbilar inte alltid detta som standard. Diagnosuttag användes numera även i arbetsmaskiner, utombordare m.fl.
Till standarden hör även en uppsättning parametrar med parameternummer, varav en del är felkoder, som kan läsas av olika diagnosverktyg.

## Standard
Standarden är specificerad i en mängd delstandards inom SAE och ISO. 2013 kallades standarden OBD-II. I framtiden kan nya versioner definieras.

### Nätverksprotokoll
De data som ska kommuniceras finns i bilens styrenheter. Dessa är ihopkopplade i datornätverk där även diagnosuttaget ingår. Olika nätverksprotokoll har använts genom åren. OBD-standarden tillåter 5 olika Nätverksprotokoll:
- SAE-J1850 PWM (pulse-width modulation) i stift 2 och 10. Användes bl.a. av Ford.
- SAE J1850 VPW (variable pulse width) i stift 2. Användes bl.a. av GM.
- ISO 9141-2 liknande RS-232 med K-line i stift 7 och L-line i stift 15. Användes bl.a. av Chrysler, europeiska och japanska märken.
- ISO 14230 (Keyword Protocol 2000) med K-line i stift 7 och L-line i stift 15 (option).
- ISO 15765 Controller Area Network eller CAN i stift 6 (High) och 14 (Low). Numera standard.

Ofta använder man de fria stiften för andra nätverk i bilen t.ex. CAN med lägre hastighet. Se nedan.

### Uttaget

OBD-II Honkontakt. Max 0,6 m från ratten.

Uttaget ska placeras så det nås från förarplatsen. Uttaget är en 16-polig honkontakt (SAE-J1962 / SS-ISO 15031-3 ).
| 1. Fri för tillverkaren                                 | 9. Fri för tillverkaren                           |
| 2. Positiv bussanslutning (SAE-J1850 PWM eller VPW)     | 10. Negativ bussanslutning (SAE-J1850 PWM)        |
| 3. Fri för tillverkaren                                 | 11. Fri för tillverkaren                          |
| 4. Chassi-jord 0 volt (för starkare strömmar)           | 12. Fri för tillverkaren                          |
| 5. Signal-jord 0 volt (för svaga strömmar)              | 13. Fri för tillverkaren                          |
| 6. Controller Area Network CAN high (ISO 15765-4)       | 14. Controller Area Network CAN low (ISO 15765-4) |
| 7. K line (ISO 9141-2 eller ISO 14230-4)                | 15. L line (ISO 9141-2 eller ISO 14230-4)         |
| 8. Fri för tillverkaren (många BMW för en extra K-line) | 16. Batterispänning +12 volt                      |

### Tillgängliga data
De data som kan erhållas från styrenheterna finns definierade i en standard SAE J1979. Dessa data kallas parametrar och adresseras i styrenheterna med Parameter Identification Numbers eller PID:er. För den intresserade finns dessa listade i engelska Wikipedia 
. Tillverkarna behöver inte använda alla standardiserade parametrar men har lagt till åtskilliga egna PID:er utanför standarden. Det finns även en mycket användbar sökmotor för felkoder där man kan ange bilmärke och få med deras egna felkoder. Se länk under "Se även".
En särskild typ av parametrar är felkoder. De utgöres av 5 tecken där det första är en bokstav. T.ex. P som står för drivlina (Powertrain) och P03xx för tändsystem eller P05xx för tomgångsstyrning. Även här har tillverkarna lagt till egna felkoder för de olika styrenheterna som finns för t.ex. krockkuddesystem, klimatsystem, infotainmentsystem och bromssystem. Se styrenhet (fordon).

### Funktionskoder
I standarden ISO 15031 specificeras de funktionskoder (operating modes) som styrenheterna ska erbjuda när diagnosuttaget används. Några exempel:
- Mode $01 visar vilken information från drivlinan som finns tillgänglig
- Mode $03 visar emissions-relaterade fel-koder
- Mode $04 nollställer emissions-relaterade fel-koder
- Mode $08 möjliggör att ta kontroll över en styrenhet
- Mode $09 visar data om fordonet t.ex. VIN-kod för chassiidentifikation, programversioner (Calibration Identification) och en sekretesskod för att verifiera programvarornas autensitet (Calibration Verification Number).

## Användning
Man använder diagnosuttaget genom att ansluta ett diagnosverktyg som uppträder som en extra styrenhet i bilens datornätverk. Uppkopplingen sker dynamiskt när tändningen slås på. I uttaget finns matning för +12 volt, chassijord och signaljord. Normalt utnyttjas 12-volt-stiftet för strömförsörjningen av diagnosverktyget. Men man kan även göra tvärt om och låta diagnosverktyget förse bilens styrenheter med ström, ifall batterimatningen ej fungerar.

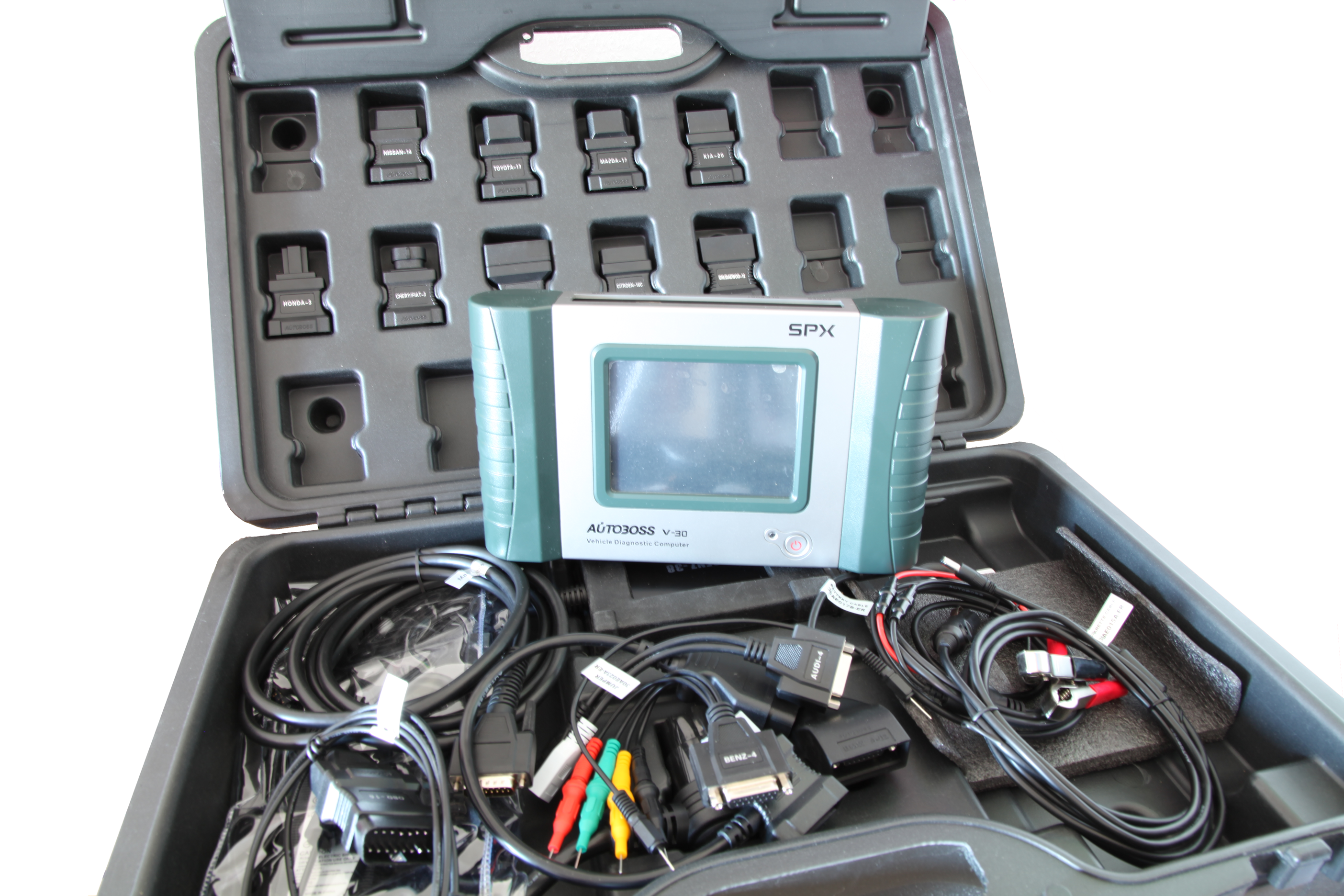
En väska för feldiagnos med kontakter och dataminnen från den tid då varken diagnosuttagen eller koderna var standardiserade

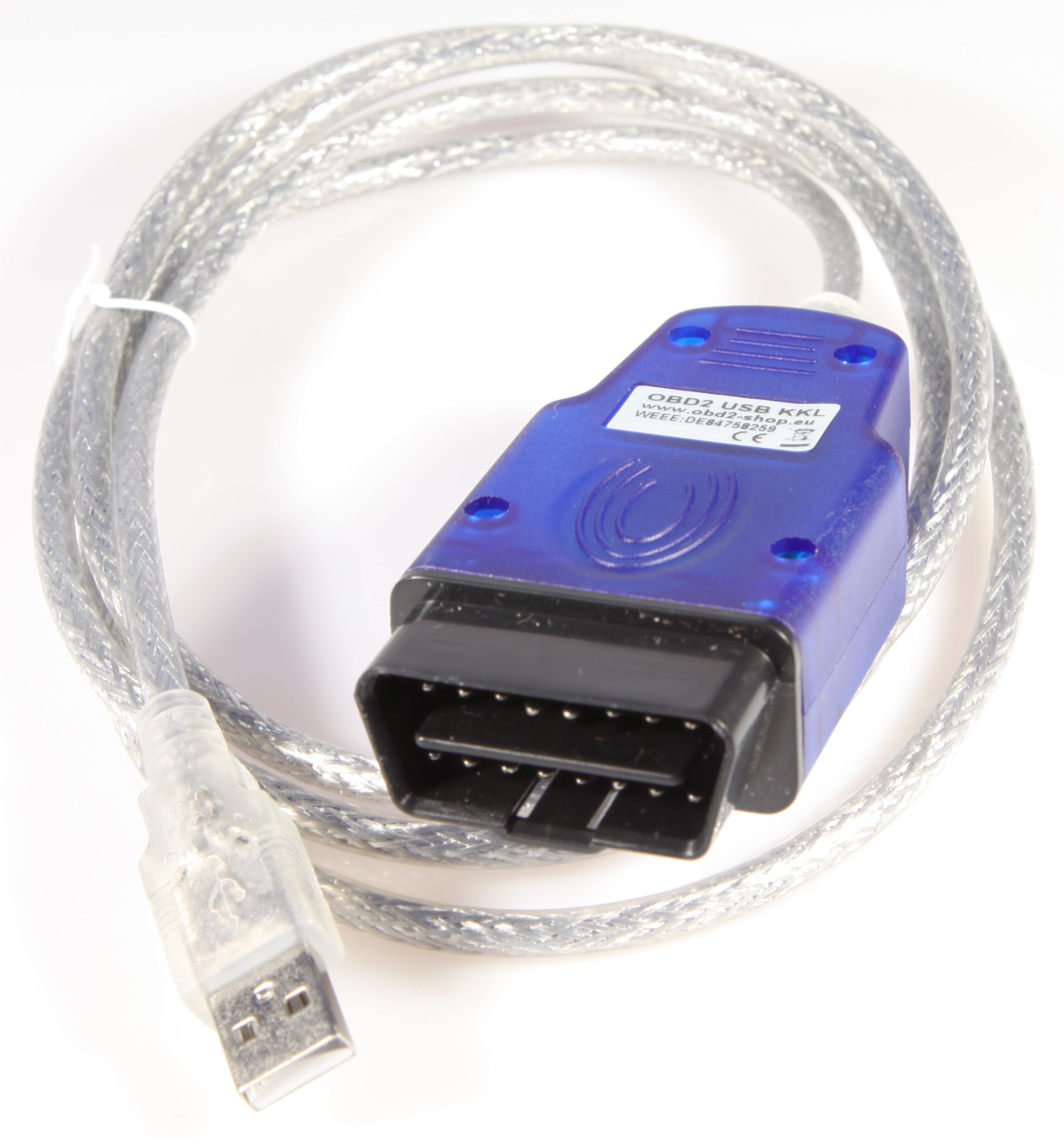
Kabel för hopkoppling med en persondator via USB

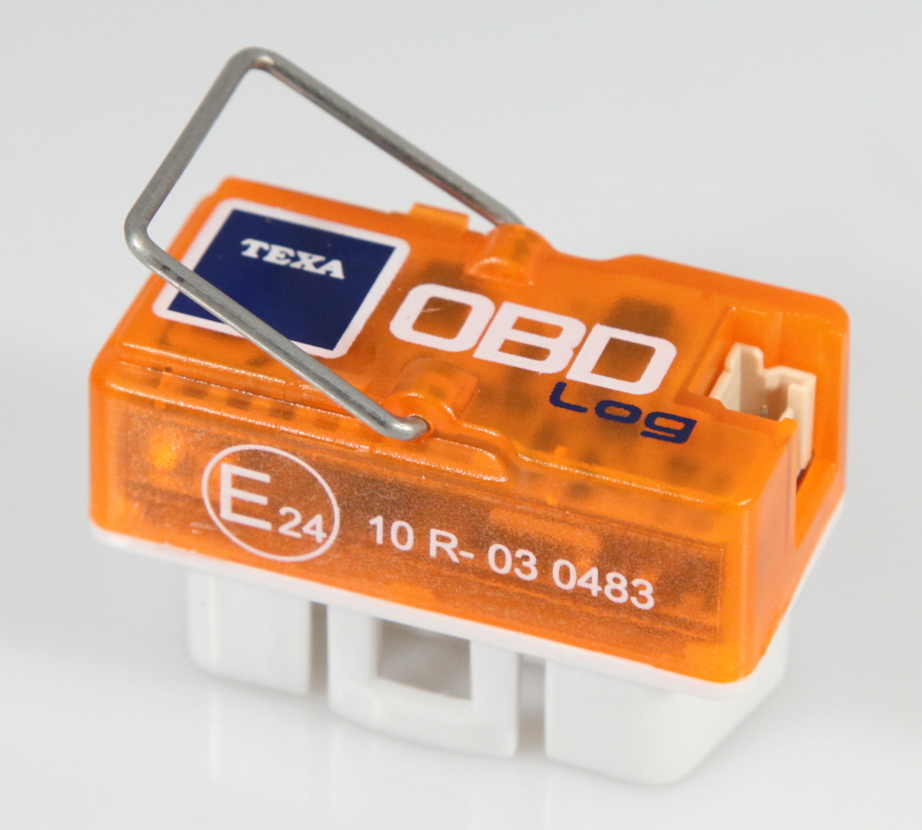
En kompakt datalogger som under körning kan samla upp data som kan analyseras i en dator inför t.ex. trimning

### Diagnosverktyg
Beroende på användningen finns olika diagnosverktyg på marknaden:
- Gör-det-själv-bilägare: Handhållna enkla apparater för bilägaren som vill läsa av felkoder, återställa felkoder och liknande. Det går även att avläsa hur många mil bilen har kört i verkligheten, till skillnad från vad som står på instrumentpanelen. Vilket är väldigt relevant för den som ska köpa begagnad bil, eftersom miltalet bedöms vara manipulerat på en bil av tio i Norden[5].
- Avancerade förare: Appar för smarta telefoner som ansluts med radioteknik (se nedan). Kan dels användas under körning för att se hur olika parametrar ändras t.ex. motortemperatur, vridmoment eller turbotryck. Skärmen kan då presentera parametrarna som "analoga instrument". Bedömare tror att sådana appar i framtiden kan användas för justering av drivlinans egenskaper under körningen. En slags "dynamisk chiptrimning". Man förväntar sig även appar för styrning av andra styrenheter t.ex. att värmaren slås på strax innan ens flygplan landar. Alternativt kan bärbara persondatorer eller surfplattor användas för samma ändamål.
- Reparatörer på verkstäder: Handhållna mer robusta apparater som har en minnesadapter med bilfabrikantens alla parametrar. Användes av verkstäder för felsökning, släckning av servicelampan mm.
- Auktoriserade verkstäder: Servrar anslutna dels med radio till diagnosuttaget (se nedan) och dels till fabrikanten via Internet. Denna metod användes numera av verkstäderna vid service. Datorn söker i alla styrenheter efter felkoder och föreslår reparatören åtgärder. Dessutom kontrolleras om styrenheterna har den senaste programversionen och uppdaterar programmen vid behov. Slutligen kan skyddade parametrar uppdateras t.ex. vägmätare, nyckelkoder och liknande. Se stöldskydd (bil). Programmen för dessa funktioner licensieras vanligen ut endast till verkstäder de certifierar eller godkänner.
- Företag med fordonsflotta: Antingen ansluts en dator med internet-uppkoppling till diagnosuttaget eller så utnyttjas den internetförbindelse som kan finnas i bilens infotainmentsystem. Bilen kan då löpande sända data om bränsleförbrukning, körsträckor, GPS-koordinater o.dyl. till företaget som sedan kan använda dem till uppföljning, ruttplanering mm.

### Anslutning
Tidigare användes en kabel mellan uttaget och diagnosverktyget. Numera är det vanligt att man utnyttjar en radioförbindelse. Det går till så att man sätter en adapter i diagnosuttaget. Denna adapter använder vanligen tekniken med bluetooth eller wi-fi, som är vanliga i persondator- och smart-telefon-världen.

## Säkerhet och sekretess
OBD-standarden innehåller inga funktioner för att hindra obehöriga att manipulera parametrar i bilen. Det kan t.ex. innebära att man kan programmera om nyckelkoder så att bilen kan stjälas eller ställa om vägmätare när bilen ska säljas. Detta har verifierats vid forceringsprover. Flera tillverkare har dock infört hinder i sina  styrenheter som gör det mer eller mindre svårt.